# 熒串光魚
熒串光魚（学名：Vinciguerria lucetia）为輻鰭魚綱巨口鱼目光器鱼科的其中一種。分布於太平洋區，包括巴布亞紐幾內亞、墨西哥、秘魯及智利海域，屬深海魚類，棲息深度100-500公尺，體長可達8公分。

## 扩展阅读
維基物種上的相關：熒串光魚